# Lasson, Calvados
Lasson är en kommun i departementet Calvados i regionen Normandie i norra Frankrike. Kommunen ligger i kantonen Creully som ligger i arrondissementet Caen. År 2018 hade Lasson 568 invånare.

## Befolkningsutveckling
Antalet invånare i kommunen Lasson
Referens: INSEE